# Zhu Rongji
Zhu Rongji (chino simplificado: 朱镕基, chino tradicional: 朱鎔基, pinyin: Zhū Róngjì) (Changsha, 1 de octubre de 1928) es un ingeniero y político chino. Fue primer ministro de la República Popular China durante cinco años, entre marzo de 1998 y marzo de 2003. 
Zhu es uno de los altos dirigentes chinos con más prestigio internacional y fue el principal responsable de la política económica que permitió a China resistir los efectos de la crisis financiera que afectó a gran parte de Asia Oriental a finales de los años 1990. También dirigió las negociaciones para el ingreso de China en la Organización Mundial del Comercio. En 2003, cedió el puesto de primer ministro a su colaborador Wen Jiabao.

## Infancia y juventud
Zhu nació el 1 de octubre de 1928, en Changsha, la capital de la provincia de Hunan, donde pasó su infancia y su adolescencia hasta que ingresó en la Universidad Tsinghua en Pekín (entonces Beiping) en 1947, licenciándose en ingeniería eléctrica en el año 1951. En Pekín, vivió el desarrollo de los últimos momentos de la guerra civil china entre el gobierno del Kuomintang y el Partido Comunista Chino. Zhu se unió al Partido Comunista en octubre de 1949, después de que Mao Zedong hubiera proclamado la nueva República Popular China.

## Trayectoria profesional en la administración pública
Entre 1952 y 1969, Zhu fue funcionario de la Comisión de Planificación Estatal. Su trabajo en la administración pública se vio interrumpido entre 1958 y 1962, cuando fue acusado de "derechista" por sus críticas a la política económica del Gran Salto Adelante, la fallida campaña de industrialización impulsada por Mao. Durante esos cuatro años, trabajó como profesor en una escuela de cuadros del Partido Comunista. En 1962, se le permitió volver a la Comisión de Planificación Estatal, donde continuaría desarrollando su trabajo como ingeniero hasta 1969, cuando sería apartado de nuevo de sus funciones en el marco de la Revolución Cultural, la gran campaña de movilización política promovida por Mao para erradicar del partido y de los cargos públicos a quienes supuestamente no seguían los ideales comunistas del régimen chino. Hasta 1975, Zhu estuvo en una de las llamadas escuelas de cuadros del siete de mayo, destinadas a la reeducación ideológica de miembros del partido.
A partir de 1975, trabajó en una empresa estatal de comunicaciones dependiente del Ministerio de la Industria Petrolífera, y en 1978 ingresó en el Centro de Estudios Económicos e Industriales de la recién fundada Academia China de Ciencias Sociales. En ese momento, tras el ascenso al poder de los reformistas liderados por Deng Xiaoping, comenzó su ascenso en la jerarquía política de la República Popular, gracias a sus profundos conocimientos de economía y gestión.

## Etapa en Shanghái
En 1979, Zhu se trasladó a Shanghái, donde trabajaría para la Comisión Económica Estatal, de la que sería miembro a partir de 1982. En 1983, se convirtió en viceministro responsable de la Comisión, puesto que conservaría hasta 1987.
Zhu ocupó la alcaldía de Shanghái entre 1987 y 1991, años en que se llevaron a cabo algunas de las obras más significativas de la modernización urbanística de esa ciudad, así como el desarrollo de la nueva Zona Económica Especial de Pudong.

## Regreso a Pekín
En 1991, Zhu asumió el cargo de vice primer ministro, cargo que le dio amplios poderes para dirigir la costosa reconversión industrial de numerosos sectores públicos deficitarios. En 1993, se convirtió en miembro del buró político del Comité Permanente del Partido Comunista Chino, el grupo reducido de máximos dirigentes de la República Popular. A partir de 1995, ocupó también el cargo de gobernador del banco central chino, el Banco Popular de China. Desde esa posición, mientras conservaba su puesto como vice primer ministro y como miembro del buró político, consiguió controlar y reducir de forma espectacular la tasa de inflación china, manteniendo el valor de la moneda china, el renminbi, a pesar de las presiones monetarias provocadas por la crisis financiera que asoló a muchas economías asiáticas a finales de los años 1990.
Su brillantez como gestor económico, así como su proximidad personal al Presidente Jiang Zemin y al primer ministro Li Peng, lo convirtieron en el candidato ideal para reemplazar a este último como primer ministro, cargo al que accedió finalmente el 17 de marzo de 1998.
Como primer ministro, continuó la política económica que mantuvo a China en unos índices de crecimiento económico muy altos. Estos éxitos se vieron amenazados por el descontento social provocado por el cierre de numerosas empresas estatales y la pérdida asociada de puestos de trabajo. Zhu Rongji entendió el peligro que suponía este descontento social, e intentó promover la creación de un modesto estado del bienestar, sin demasiado éxito. Sin embargo, el crecimiento económico chino permitió que la inmensa mayoría de los trabajadores despedidos por las políticas de reconversión se incorporaran de nuevo al mercado laboral en otros sectores.
Además de los esfuerzos por acabar con las empresas públicas deficitarias, Zhu emprendió también políticas para estimular el desarrollo de las zonas interiores y occidentales del país, rezagadas en el proceso de crecimiento y modernización que se desarrollaba fundamentalmente en las zonas costeras del sudeste chino. A pesar de su interés por mantener la cohesión social, el desarrollo económico aumentó las diferencias de ingresos entre diferentes regiones y grupos sociales en China. El propio Zhu reconoció en una rueda de prensa en el año 2002 como uno de sus mayores fracasos el no haber sido capaz de mejorar las condiciones económicas de los campesinos chinos, que en algunos casos habrían incluso empeorado.
En noviembre de 2002 se celebró el 16.º congreso del Partido Comunista Chino, donde se anunció que el cargo de primer ministro pasaría a su colaborador Wen Jiabao. Esta decisión se hizo efectiva durante el décimo Congreso Nacional del Pueblo, celebrado en Pekín en marzo de 2003. Con la subida al poder del primer ministro Wen Jiabao y del Presidente Hu Jintao, que sustituyó a Jiang Zemin, se confirmaba el relevo generacional en el aparato de poder de la República Popular.